# Сборная Андорры по хоккею с шайбой
Сборная Андорры по хоккею с шайбой — национальная хоккейная команда, представляющая Андорру в международных матчах. Контролируется Андоррской федерацией ледовых видов спорта, входящей в IIHF с 1995 года.

## История
Хоккей начал набирать популярность в Андорре с 1987 года, когда в городе Канильо был возведен первый в стране ледовый дворец. В 1997 году он принял матчи в рамках чемпионата мира в группе D.
И хотя андоррская национальная федерация была официально включена в состав членов IIHF еще в 1995 году, международный дебют сборной княжества состоялся только 29 сентября 2017 года в домашнем матче с португальцами, который андоррцы в итоге проиграли с минимальным счетом 2:3.
Помимо прочего, Андорра в 2017 году сыграла матчи против Ирландии и Марокко. В настоящее время Андорра не имеет рейтинга IIHF и, соответственно, не выступает ни в одном из дивизионов чемпионата мира. Крупнейшее поражение в своей истории команда Андорры потерпела 19 ноября 2018 года на Кубке развития IIHF в немецком городе Фюссен, проиграв Португалии со счетом 2:11. Побед сборная Андорры пока не одерживала.